# Sernowodskoje (Tschetschenien)
Sernowodskoje (russisch Серново́дское; tschetschenisch Эна-Хишка Ena-Chischkha) ist ein Dorf (selo) in der Republik Tschetschenien in Russland mit 10.805 Einwohnern (Stand 14. Oktober 2010).

## Geographie
Der Ort liegt am Nordrand des Großen Kaukasus gut 40 km Luftlinie westlich der Republikhauptstadt Grosny und 3 km von der Grenze zur Republik Inguschetien entfernt. Er befindet sich vorwiegend am linken Ufer des Terek-Nebenfluss Sunscha.
Sernowodskoje ist Verwaltungszentrum des Rajons Sunschenski sowie Sitz und einzige Ortschaft der Landgemeinde Sernowodskoje selskoje posselenije.

## Geschichte
Beim alten tschetschenischen Aul Ena-Jurt (oder Ena-Chischkha) errichtete die Russische Armee 1819 während des Kaukasuskrieges eine Befestigung mit Namen Pregradny Stan. 1846 entstand dort die Staniza Michailowskaja, wie die dortige Kirche benannt nach dem Erzengel Michael. Seit Beginn des 19. Jahrhunderts unweit des Ortes bekannte Heilquellen wurden nach ersten Arbeiten 1848 ab 1893 im Kurortbetrieb genutzt.
Ab 1920 gehörte Michailowskaja zum Sunscha-Kosaken-Okrug (Sunschenski kasatschi okrug). Mitte der 1920er-Jahre wurden die Kosaken aus einem Teil der Stanizen des Gebietes ausgesiedelt, und am 8. März 1926 der Nowotschetschenski rajon („Neutschetschenischer Rajon“) ausgegliedert, dessen Zentrum die nun mit Tschetschenen neubesiedelte Staniza Michailowskaja unter dem Namen Aslambek (in der russischen Form Aslambekowskoje) wurde. Am 11. Februar 1929 wurde der Rajon zusammen mit dem Rest des Kosaken-Okrugs zum Sunschenski rajon der seit 1922 bestehenden Tschetschenischen Autonomen Oblast, die 1934 mit der Inguschischen Autonomen Oblast zunächst zur Tschetscheno-Inguschischen Autonomen Oblast vereinigt und 1936 in die Tschetscheno-Inguschische ASSR umgewandelt wurde. Der Verwaltungssitz des Sunschenski rajon befand sich ab seiner Gründung in der Staniza Slepzowskaja (1939 umbenannt in Ordschonikidsewskaja, 2016 in Sunscha). Nach der Deportation der tschetschenischen Bevölkerung 1944 erhielt Aslambekowskoje seinen heutigen Namen mit Bezug auf die Heilquellen, von russisch sera für Schwefel und woda für Wasser; der den Nordteil der Ortschaft einnehmende Kurort auch in der Form Sernowodsk. Für die gesamte Ortschaft war zwischenzeitlich auch die Form Sernowodskaja (weiblich mit Bezug auf den Siedlungstyp einer Staniza) offiziell.
Mit der Teilung Tschetscheno-Inguschetiens 1992 kam der größte Teil des Rajons mit dem Verwaltungssitz Sunscha (bis 2016 unter dem Namen Ordschonikidsewskaja) zu Inguschetien; ein kleiner Teil, zu dem als einziger weiterer Ort nur noch die Staniza Assinowskaja gehört, kam zu Tschetschenien, und Sernowodskoje wurde dessen Zentrum.

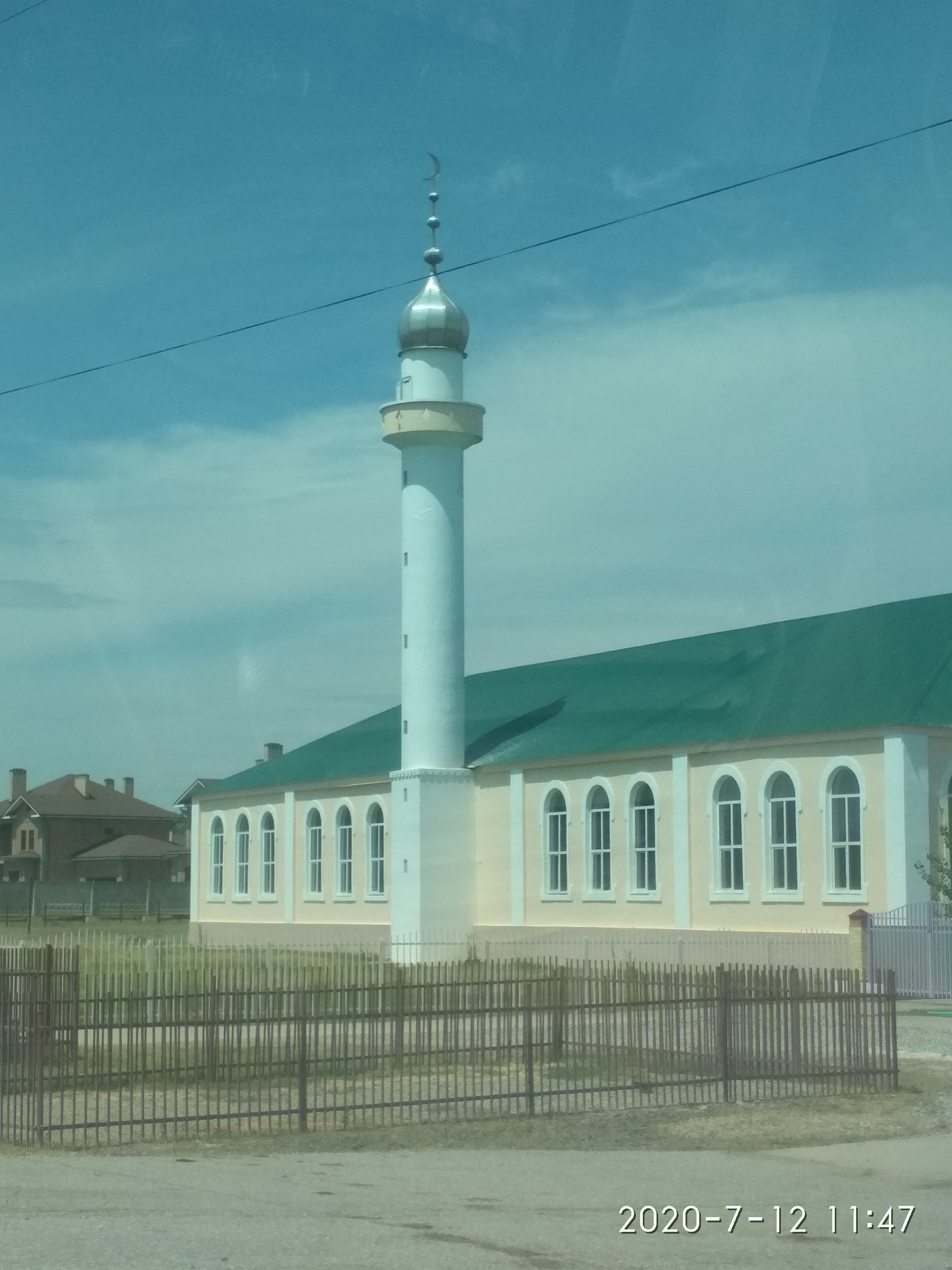
Moschee in Sernovodsky

### Bevölkerungsentwicklung
| Jahr | Einwohner |
| ---- | --------- |
| 1970 | 7.712     |
| 1979 | 8.732     |
| 2002 | 9.860     |
| 2010 | 10.805    |

Anmerkung: Volkszählungsdaten

## Verkehr
Etwa 4 km südlich des Ortes führt die föderale Fernstraße R217 Kawkas (ehemals M29) vorbei, die von Pawlowskaja in der Region Krasnodar entlang dem Kaukasusnordrand zur aserbaidschanischen Grenze verläuft.
Beim Ort befand sich bei Streckenkilometer 2079 (ab Moskau) die Bahnstation Sernowodsk an der 1894 eröffneten Eisenbahnstrecke Beslan – Grosny – Gudermes. Deren Abschnitt Slepzowskaja (bei Ordschonikidsewskaja, 10 km westlich) – Grosny wurde während der Tschetschenienkriege zerstört und abgebaut.